# Bauer Media Group
Die Heinrich Bauer Verlag KG ist die Konzernobergesellschaft der Bauer Media Group (vormals Bauer Verlagsgruppe) mit Sitz in Hamburg. Die Verlagsgruppe produziert und vertreibt Publikumszeitschriften im In- und Ausland. Darüber hinaus bestehen Beteiligungen im Privatrundfunk und Privatfernsehen.

## Geschichte

### Anfänge 1875–1945
Das Unternehmen wurde 1875 von dem Lithografen Johann Andreas Ludolph Bauer (1852–1941) gegründet, der im Alter von 23 Jahren in Hamburg eine Druckerei eröffnete. Der Schwerpunkt lag auf der Produktion von Visitenkarten. Der Betrieb wurde zunächst von Sohn Heinrich Friedrich Matthias (1874–1949) übernommen und später von Enkel Alfred (1898–1984) weitergeführt, der 1918 in den Betrieb eintrat und 1935 Gesellschafter wurde. 1903 kaufte das Unternehmen die Rothenburgsorter Zeitung, ein kostenloses Anzeigenblatt, und gliederte ein Papiergeschäft an. Eine Schnellpresse und eine Setzmaschine zählten zum neuen Betriebskapital der ebenfalls 1903 gegründeten Offenen Handelsgesellschaft J. A. L. Bauer & Söhne, die nun rund 20 Mitarbeiter umfasste.
1920 wurde das Extrablatt (später auch Sport-Extrablatt) gegründet, aus dem sich später eine Sportzeitung entwickelte, und die Norddeutsche Gesellschaft für Druck und Verlag mit beschränkter Haftung als Verlag des Extrablatts gegründet. Deren Geschäftsführer waren Heinrich Friedrich Matthias Bauer und Christian Friedrich Treder.
1923 wurde eine Verlagsdruckerei gegründet, in der von 1926 die Wochenzeitschrift Rundfunkkritik erschien, später umbenannt in Funkwoche, zuletzt Funk-Wacht. Die Zeitschrift erreichte eine – für damalige Zeiten – sehr hohe Auflage von mehr als einer halben Million verkaufter Exemplare. Parallel war das Unternehmen unter der Firmierung Druckerei Heinrich Bauer weiter im Akzidenzdruck tätig.
Geschäftsführer Alfred Bauer trat Ende 1939 in die NSDAP ein. Der erhebliche Aufschwung der Rundfunkkritik wurde schon in der zeitgenössischen kommunistischen Presse mit einer Anbiederung des Verlags an das NS-Regime in Verbindung gebracht. Zu einem ähnlichen Ergebnis kam im Jahr 2020 eine Recherche des Magazins Der Spiegel und das NDR-Formats Zapp, die auch eine inhaltliche Nähe der Funkkritik bzw. Funk-Wacht zu NS-Gedankengut darstellt. 1942 wurde die Funk-Wacht allerdings wegen Papiermangels eingestellt. In einer umfassenden Studie hat ein Team der Historiker-Genossenschaft eG die Unternehmensgeschichte der Bauer Media Group während der Zeit des Nationalsozialismus aufgearbeitet, die Studie ist seit dem 3. Juni 2025 veröffentlicht und abrufbar.

### Zeitungen und Zeitschriften nach 1945

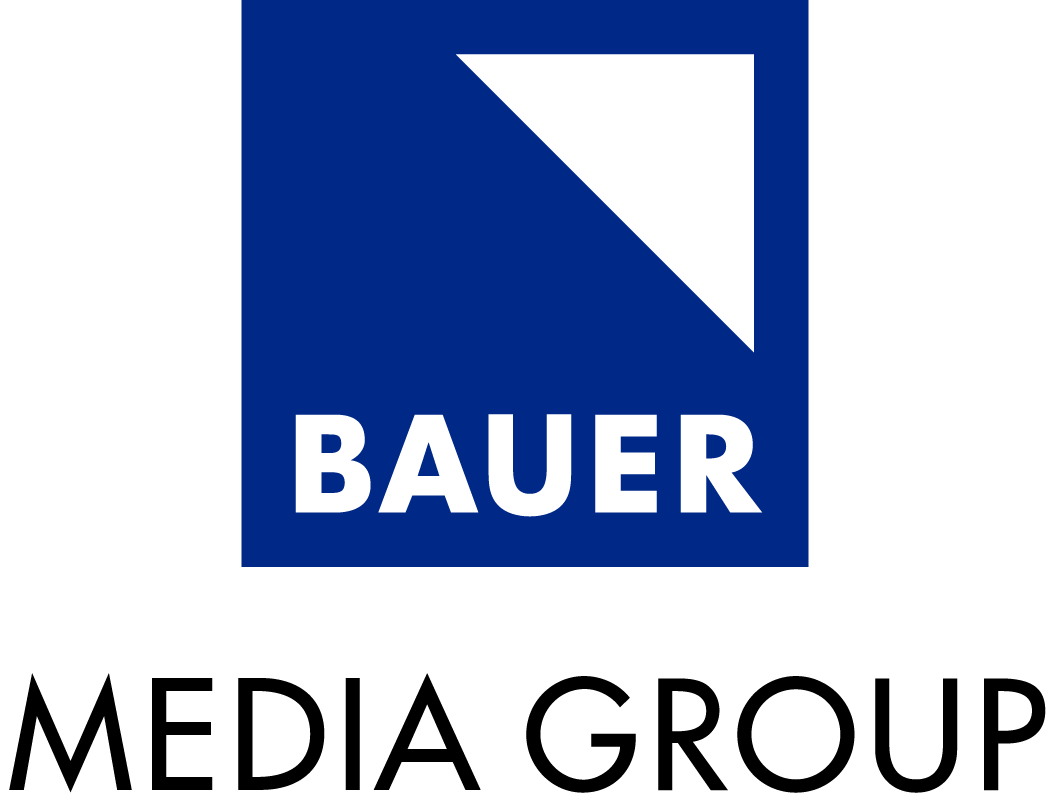
Logo bis 29. November 2023

Nach dem Zweiten Weltkrieg nahm der Heinrich Bauer Verlag 1946 die Verlagsgeschäfte wieder auf. 1949 erschien die Funk-Wacht erstmals wieder. Ab 1953 erschien die Jugendzeitschrift Rasselbande. Von zunächst 180.000 Exemplaren stieg die verkaufte Auflage auf über eine halbe Million Hefte.
In den 1960er-Jahren verlagerte sich, nach Eintritt von Heinz Heinrich Bauer (* 1939) in das Unternehmen und Übernahme der Geschäftsführung durch Siegfried Moenig, das Hauptgeschäft des Verlages auf Mode- und Frauenzeitschriften, wie Neuer Schnitt, Elsa Moden und Wäsche. Aus diesen Frauenzeitschriften ging später die Neue Mode hervor. 1962 wurde der Verlag in eine Kommanditgesellschaft umgewandelt und das Portfolio um TV-Programmzeitschriften erweitert. Es erschienen TV und Hören und Sehen, die später zusammen als TV Hören und Sehen herausgegeben werden.
Unter Moenig wurde neben der Herausgabe weiterer Zeitschriften auch der Kauf von bestehenden Titeln und von Anteilen an anderen Verlagen zu einem wichtigen Wachstumsmodell. 1966 wurden für 68 Millionen Mark die Zeitschriften Quick und Revue, Neue Post, Neue Illustrierte, die Fußballzeitschrift Kicker und die Jugendzeitschrift twen übernommen. Damit wurde die Bauer Verlagsgruppe zum größten deutschen Zeitschriftenverlag. Im selben Jahr wurden die Neue Illustrierte und die Revue zur Neuen Revue zusammengelegt, wobei die Zeitschriften noch einige Zeit mit NEUE Illustrierte REVUE betitelt waren. 1968 kamen das Kölner Druckhaus Du Mont-Presse, die Zeitschrift Das Neue Blatt und die Jugendzeitschrift Bravo hinzu. In den 1970er Jahren ebbten die Aufkäufe ab und Bauer legte verstärkt eigene Titel auf, wobei neben einer Verstärkung der angestammten Marktsegmente verstärkt Special-Interest-Titel etwa zu den Themenfeldern Kochen, Heimwerken, Wohnen und Bauen, Garten, Fahrzeuge und Wirtschaft geschaffen wurden. Bravo Girl erscheint seit 1988. 1971 erwarb die Bauer Media Group von Hugh Hefner die Lizenz für den deutschsprachigen Playboy, der erstmals am 1. August 1972 erschien. 2003 verlor Bauer die Lizenz an den Burda Verlag. Als Reaktion darauf gründete Bauer den Titel Matador, der sich jedoch nicht etablierte. Seit 1984 ist die Bauer Verlagsgruppe an Produktionen des Privatfernsehens beteiligt und produzierte verschiedene Magazine u. a. Bravo TV. 1989 erschien mit Woman’s World der erste Titel des Verlages in den USA.
1991 wurde die TV Movie eingeführt. Im gleichen Jahr wurde die regionale Tageszeitung Volksstimme übernommen und erscheint seitdem bei der Magdeburger Verlags- und Druckhaus GmbH, einer hundertprozentigen Tochter der Bauer Media Group. 1992 wurde die Quick, das ehemalige Flaggschiff des Konzerns, eingestellt.
Im Jahr 2000 war die Verlagsgruppe mit einer Gesamtreichweite von knapp 50 Prozent das reichweitenstärkste Verlagshaus Deutschlands. Im Mai 2012 erwarb die Bauer Media Group von der Marquard Media Gruppe die deutschen Ausgaben von Cosmopolitan und Shape sowie die Zeitschrift Joy inklusive aller Auslandslizenzen.
2020 kaufte der Verlag die Mitteldeutsche Zeitung, die Regionalzeitung im Süden Sachsen-Anhalts, die in Halle/Saale ansässig ist. Er begründete das mit „Synergie-Effekten“, da die (Magdeburger) Volksstimme bereits seit 1991 zum Verlag gehört. Sie ist die Regionalzeitung im Norden Sachsen-Anhalts.

### Expansion ins Ausland
Die Verlagsgruppe wurde auch in anderen europäischen Ländern tätig, wie etwa 1986 mit der Gründung der Heinrich Bauer Ediciones S.G. in Madrid, Spanien und 1987 mit H. Bauer Publishing in London, Großbritannien. Ab 1989 engagierte man sich auch auf dem US-amerikanischen Markt, zum Beispiel mit First for woman. Mit Bravo und diversen Frauenzeitschriften drang der Verlag in den osteuropäischen Markt, wie Polen und Tschechien, vor.
Zwischen 2006 und 2008 übernahm Bauer Anteile an dem polnischen Radiounternehmen Broker FM und das britische Medienhaus Emap.
Im Dezember 2007 kaufte die Bauer Media Group für 1,14 Milliarden Pfund (umgerechnet 1,58 Milliarden Euro) den Bereich Publikumszeitschriften und Radiosender des britischen Unternehmens Emap und übernahm damit unter anderem die Zeitschriften Closer, Empire, FHM, Kerrang, Mojo und Q sowie die britische Ausgabe von Grazia. Im Juli 2008 wurde die Revue eingestellt.
Im September 2012 übernahm die Bauer Media Group für 500 Millionen Australische Dollar (umgerechnet 407 Millionen Euro) das australische Medienunternehmen Australian Consolidated Press (ACP). ACP war zu dem Zeitpunkt der größte Zeitschriftenverlag in Australien und Neuseeland. Im Juni 2020 wurde das Australien- und Neuseeland-Geschäft an den Finanzinvestor Mercury Capital verkauft.
Im Juli 2013 kaufte die Bauer Media Group den britischen Radiosender Absolute Radio und im April 2015 den skandinavischen Hörfunkanbieter SBS Discovery Radio, zu dem die Radiosender Mix Megapol (Schweden), Radio Norge (Norwegen), Nova fm (Dänemark) und Iskelma (Finnland) gehörten.
Zusammengefasst gehören zu den wichtigsten ausländischen Märkten der Verlagsgruppe folgende zehn Länder: Großbritannien, USA, Spanien, Frankreich, Polen, Rumänien, Ungarn, Tschechien, Slowakei und Russland.

### Weitere Aktivitäten
Von 2000 bis 2009 verlieh die Verlagsgruppe die Goldene Feder, einen Medienpreis, mit dem Personen ausgezeichnet wurden, die sich in den Medien dauerhaft etablieren konnten.

## Bauer Postal Network
Zwischen April 2009 und 2019 gab es das Postunternehmen Bauer Postal Network (BPN), das abonnierte Zeitschriften der Bauer Media Group wie auch verlagsfremde Presseprodukte, Kataloge und Infopost an Privat- und Geschäftsadressen in Deutschland zustellte. Das BPN beförderte durch 37.000 Zusteller jährlich über 140 Millionen Sendungen und ging aus einem Zustellunternehmen für die eigenen Zeitschriften hervor, das ab 1999 auch für externe Auftraggeber arbeitete. Dem BPN und seinen selbstständigen Vertriebsstellen wurde vorgeworfen, vorwiegend jugendliche Zusteller einzustellen, da diese keinen Anspruch auf den Mindestlohn hatten.

## Daten und Geschäftsbereiche
Die Angaben berufen sich auf Aussagen der Bauer Media Group: Die Bauer Media Group publiziert 600 Zeitschriften in 16 Ländern sowie 60 Zeitschriften und die regionale Tageszeitung Volksstimme in Deutschland. Mit ihren Zeitschriften erreicht sie eine Auflage von 14 Millionen Exemplaren in Deutschland (durchschnittlich verkaufte Auflage nach IVW II/2011) und erwirtschaftete im Geschäftsjahr 2014 einen Umsatz von 2,26 Milliarden Euro. Die Bauer Media Group beschäftigt rund 11.000 Mitarbeiter.
Die Bauer Media Group ist sowohl Marktführer im Segment der Programmzeitschriften mit einer Auflage von 7,2 Millionen Exemplaren (durchschnittlich verkaufte Auflage nach IVW II/2011) als auch im Segment der wöchentlichen Frauenzeitschriften und Jugendzeitschriften, zu denen Europas größte Jugendzeitschrift Bravo gehört.
An Radio Hamburg ist die Bauer Media Group seit 1989 mit 25 % und an dem Fernsehsender RTL II seit 1992 mit 31,5 % beteiligt. Der Pabel-Moewig-Verlag mit Sitz in Rastatt ist eine hundertprozentige Tochtergesellschaft der Bauer Media Group.

## Publikationen

### Deutschland
Auszug der in Deutschland publizierten Zeitschriften und Zeitungen:
| - Alles für die Frau - Astrowoche - Auf einen Blick - Auto Zeitung - Avanti - Bella - Bravo - Bravo Girl - Bravo Sport - ClassicCars - Closer - Cosmopolitan - Fernsehwoche - Freizeitwoche | - inTouch - Joy - kochen & genießen - Laura - Lecker - Mach mal Pause - Maxi - Mein TV und ich - Mini - Mitteldeutsche Zeitung - das neue - Das Neue Blatt - Neue Post - Rasselbande | - Rezepte pur - Schöne Woche - Selbst ist der Mann - Shape - Tina - tv14 - TV Hören und Sehen - TV klar - TV Movie - Volksstimme - Welt der Wunder - Woche heute - Wohnidee |

## Kritik
2009 geriet Bauer in die Kritik, weil der Guardian enthüllte, dass der Konzern für den Vertrieb der rechtsextrem orientierten Zeitschrift Zuerst! verantwortlich war. Nach Protesten des Betriebsrates und Demonstrationen vor der Konzernzentrale in Hamburg wechselte das Magazin den Vertriebspartner.
Im September 2017 entschied der Oberste Gerichtshof des australischen Bundesstaats Victoria, dass die Bauer Media Group wegen Verleumdung eine Entschädigung von 4,5 Millionen australischen Dollar an die Schauspielerin Rebel Wilson zahlen muss, die bis dahin höchste solche Summe in der Rechtsgeschichte Australiens. Davon sind 3,9 Millionen der Ausgleich für entgangene Filmrollen, weil Wilson in Zeitschriften des Unternehmens als notorische Lügnerin dargestellt worden sei. Ein Berufungsgericht reduzierte die Entschädigungssumme im Juni 2018 auf umgerechnet etwa 380.000 Euro.
Während der Corona-Krise hat sich die Geschäftsführung dazu entschlossen, den gesamten Standort in Neuseeland zu schließen und sich aus dem Land vollständig zurückzuziehen. Der Konzern reagierte auf die Einschränkung, dass im Zuge des Lockdowns Zeitschriften nicht als „essenzielle Ware“ gelte und nicht weiter produziert werden dürfe. Das Geschäft sei dadurch laut eigener Aussage nicht rentabel genug, wodurch sie sich zu diesem Schritt gezwungen sahen. Politiker sind darüber empört, da mit diesem Schritt eine wichtige Mediensäule im Land einfach wegbricht. Bauer hatte erst 2014 zahlreiche Zeitschriften wie z. B. den New Zealand Listener übernommen.